# Falsters historie
Falsters historie er fortællingen om udviklingen på Falster fra oldtiden og frem til i dag. Øens historie rummer både træk, der deles med det øvrige Danmark, og særpræg, som udspringer af dens geografiske beliggenhed, sociale udvikling og naturmæssige forhold – ofte i tæt samspil med naboregionen Lolland, og mange begivenheder og forhold i øens historie deler den således med Lollands historie.
En række særtræk har præget øens historie og identitet:
1. Falsters oldtid dokumenteres gennem monumentale gravhøje og stendysser – især i Halskov Vænge – og fund fra både stenalder, bronzealder og jernalder viser, at øen har været beboet gennem hele forhistorien. I middelalderen udviklede øen en selvstændig identitet med opførelsen af Nykøbing Slot og etableringen af Stubbekøbing og Nykøbing Falster som købstæder.

1. Falsters placering i Østersøen – som bindeled mellem Sjælland, Møn og Lolland – har givet den strategisk betydning i både fredstid og krig. Øen har været et vigtigt handelsknudepunkt fra vikingetiden og frem og har flere gange været skueplads for militære begivenheder, ikke mindst under middelalderen og anden verdenskrig. Falster er samtidig lavtliggende og blev hårdt ramt af stormfloden 1872, hvilket førte til omfattende digebyggeri og landindvinding – en vigtig del af øens tekniske og landbrugsmæssige udvikling.

1. Falster har gennem århundreder været præget af landbrug, med nogle af landets mest frugtbare jorder sammen med naboøen Lolland. Særligt i 1800-tallet fik dyrkningen af sukkerroer stor betydning, hvilket kulminerede med opførelsen af Nykøbing Falster Sukkerfabrik i 1884. Det øgede behov for arbejdskraft førte til tilstrømning af sæsonarbejdere – især polske landarbejdere fra slutningen af 1800-tallet. Øen var samtidig præget af store herregårde som Corselitze, men andelsbevægelsens fremmarch fra 1880’erne gav småbønderne større indflydelse og styrkede et lokalt engagement i forenings- og erhvervsliv.

1. Efter 1945 gennemgik Falster en kraftig modernisering. Landbruget blev mekaniseret, industrien udvikledes, og turismen voksede, især omkring Marielyst og andre kystområder. Samtidig blev Falster i stigende grad afhængig af pendling og infrastrukturforbindelser, herunder Storstrømsbroen og motortrafikvejen mod Sjælland.

## Oldtiden

### Stenalderen
De ældste spor efter menneskelig aktivitet på Falster stammer fra slutningen af sidste istid, hvor jægere fra hamburgkulturen (ca. 12.800–12.000 f.v.t.) bevægede sig ind i området i jagten på rensdyr. Disse tidlige bosættelser er blandt de ældste kendte i Danmark og vidner om en langvarig menneskelig tilstedeværelse på øen. På den nu inddæmmede Hasselø i Guldborgsund er der gjort fund af bopladser fra både hamburgkultur og ahrensburgkultur ca. 10.500-ca. 9000 f.v.t.).
Maglemosekulturens (ca. 9000-6400 f.v.t.) indbyggere på Falster boede især langs åerne. I denne periode var der store havstigninger, og det dækkede en del af sletteskovene på både Falster og andre områder omrking Østersøen.
Der er gjort fund af køkkenmøddinger fra ertebøllekulturen (ca. 5400-ca. 3950 f.v.t.) ved Sparregård på det nordvestlige Falster med rester fra rådyr, vildsvin og kronhjort. Der har også ligget en boplads på Storholm i Vålse Vig.
Et af de mest markante arkæologiske områder fra stenalderen er Halskov Vænge på Østfalster. Her findes seks velbevarede stendysser fra bondestenalderen, opført for omkring 5.500 år siden. Disse dysser fungerede som gravkamre og er blandt de bedst bevarede i Danmark. Området rummer også 72 gravhøje fra senere perioder, hvilket er en af de højeste koncentrationer af gravhøje i Danmark.
Et bemærkelsesværdigt fund fra stenalderen er en 5.000 år gammel boplads med spor af et hus med en form for kælder ved Eskilstrup på det nordlige Falster, der blev opdaget i forbindelse med elektrificeringen af jernbanen i 2024. Dette fund udfordrer tidligere antagelser om stenalderens bygningspraksis og indikerer en mere kompleks samfundsstruktur end hidtil antaget.
Både Lolland og Falster var rig på en blålig flint i høj kvalitet kaldet falsterflint, der gjorde det muligt for stenalderens mennesker at fremstille flintøkser og mange andre redskaber.

### Bronzealderen
I bronzealderen blev Falsters landskab præget af omfattende gravhøje, især i områder som Halskov Vænge og Vålse Vesterskov. Disse høje, ofte placeret på højdedrag, fungerede som gravpladser for samfundets elite og vidner om en hierarkisk samfundsstruktur.
Et særligt træk ved bronzealderens kulturlandskab er de såkaldte skåltegn, små skålformede fordybninger i sten, som menes at have haft rituel betydning. Et eksempel herpå er Spejderstenen i Halskov Vænge, der har to skåltegn.
Flere af de større gravhøje fra bronzealderen er blevet anvendt som bavnehøje senere, dette gør sig gældende for både rundhøjen ved Nørre Vedby, der ligger op til en stor grusgrav og Prejehøj ved Væggerløse.
Der er fundet urnebegravelser fra den yngre bronzealder (ca. 1100-500 f.v.t.), men de er gravet ned i tidligere gravhøje. Der er dog gjort flere depotfund i moseområder, der bl.a. tæller to lurer ved Radbjerg og to ved Lommelev, hvor der også blev fundet to sværd og et skjold. Ved Barup Sø er der fundet spor af et bronzestøberværksted, og i Taarup Mose er der også fundet et bronzeskjold.

### Jernalderen
Jernalderen på Falster er dokumenteret gennem fund af bopladser og gravpladser, der indikerer en fortsat udvikling af landbrug og bosættelsesmønstre.
Fund fra ældre jernalder er særligt blevet gjort på Nord- og Midtfalster, mens den yngre jernalder især er fundet på Syd- og Østfalster. Jorden på øen er meget kalkholdig, og der er derfor mange velbevarede fund af knogler fra husdyr som kvæg, svin, får og geder. I Ovstrup Skov findes en større samling gravhøje samt to langdysser fra bronzealderen.
Ved Listrip Jættestue er der fundet en urnegravplads.
I 1937 blev der fundet en halsring i guld på 500 g i Borremose i Hannenov Skov, som er dateret til slutningen af 400-tallet. I skoven findes en vold der er 1300 m lang, som også stammer fra jernalderen.

### Vikingetiden
I vikingetiden oplevede Falster – ligesom det øvrige Danmark – store forandringer, både økonomisk, politisk og kulturelt. Øen spillede en vigtig rolle i kraft af sin placering ud mod Østersøen, hvor den fungerede som både passage og forsvarspost mellem Sjælland og Lolland. Dens kystnære position og adgang til sejlbare farvande gjorde den attraktiv for både handel og militær strategi.
Samtidige ændringer i samfundets struktur – som fremvæksten af stormandsslægter, opbygningen af forsvarsanlæg og den begyndende kristendom – kom også til udtryk på Falster. Øens befolkning var i stigende grad organiseret i landsbyfællesskaber, og en begyndende centralisering ses i opførelsen af større fæstningsværker. Dette ses også på Falster, hvor arkæologiske undersøgelser har afsløret spor af en bebyggelse fra ældre jernalder samt grave fra vikingetiden ved fæstningsanlægget Virket. Umiddelbart vest for virket ligger Trygge Slot, der allerede fra jernalderen fungerede som tilflugtsborg. Det enorme fæstningsanlæg på omkeing 78.000 m er sandsynligvis den største vikingeborg i Danmark.
Fra slutningen af vikingetiden er der store fund af skibsdele ved Fribrødre Å, der har ledt arkælogerne til en teori om, at der har ligget et skibsværft.
Der er også gjort mange enkeltfund fra vikingetiden, herunder fibler, vægtlodder og mønter, der viser, at man har haft kontakt til både Frisland, Det Tysk-romerske Rige og handelspladser langs Østersøen.
Ved Vålse på Nordfalster blev der i 1835 fundet et depotfund bestående af 6 kg sølv fra vikingetiden. Vålseskatten er sandsynligvis nedlagt i 900-tallet. Sølvet bestod af 15 hele og 130 fragmenter af sølvbarrer, samt 700 hele og dele af mønter fra Europa. Der var også hals- og armringe og to thorshamre.
Der kendes kun én runesten fra Falster; Sønder Kirkeby-stenen, hvorpå der står "(Sa)sser satte denne sten efter Asgot, sin bror, og han døde på Go(tland). Thor vie (disse) runer", samt afbildningen af et vikingeskib.

## Middelalderen
I løbet af middelalderen blev Falster en integreret del af det danske riges politiske og økonomiske netværk. Som led i kongemagtens forsøg på at konsolidere kontrollen over de sydlige egne opførtes Nykøbing Slot i midten af 1100-tallet. Slottet blev hurtigt et administrativt og militært centrum for hele regionen og lagde grunden til byen Nykøbing Falster. Byen voksede op omkring slottet og blev Falsters vigtigste by og handelsknudepunkt. Det er uklart præcis hvornår byen fik sine første købstadsprivilegier, men i 1560 fik den med sikkerhed købstadsrettigheder.
I løbet af 1200- og 1300-tallet spillede Falster en rolle i både dansk indenrigspolitik og udenrigshandel. Øens placering ud mod Østersøen gjorde den til et strategisk vigtigt punkt i forhold til Hanseforbundet og forbindelserne til Nordtyskland. Den tiltagende magtkamp mellem den danske krone og hansestæderne førte til militære konfrontationer – herunder belejringen af Nykøbing Falster i 1368, hvor svenske og hanseatiske tropper angreb og indtog slottet. Kommandanten, Henning Aldestorf, måtte overgive sig, og slottet overgik kortvarigt til svensk kontrol, hvilket understreger byens betydning i regional politik.
I 1507 blev freden i Nykøbing underskrevet på Nykøbing Slot imellem kong Hans af Danmark og Hansestæderne. Formålet var at løse handels- og politiske konflikter, herunder hansestædernes støtte til Sverige og deres krav om erstatning for tabte skibe. Freden var dog kortvarig, da ingen af parterne overholdt aftalerne, og krigen blev genoptaget i 1509.
Samtidig udviklede flere af øens bysamfund sig markant. Stubbekøbing opnåede købstadsrettigheder allerede i 1354 og fungerede som en vigtig havneby med forbindelser til både Møn, Bogø og Lolland. Byens privilegier gav den mulighed for at handle, opkræve told og afholde marked, hvilket gjorde den til en regionalt betydningsfuld aktør.
De maritime forbindelser dokumenteres konkret i fundet af Gedesbyskibet, et middelalderligt handelsskib fra perioden 1320–1350, som blev opdaget i 1988 ved Gedesby på Sydfalster. Skibet, der kombinerer konstruktionstræk fra vikingetid og kogger, anses som en overgangstype i nordeuropæisk skibsbyggeri og vidner om den vigtige handelsaktivitet i området.
Tegn på samtidens uro ses også i fundet af Systofteskatten – en møntskat bestående af mere end 30.000 sølvmønter, nedgravet omkring år 1330. Den blev fundet i 1871 nær landsbyen Systofte Skovby og er det største kendte fund af borgerkrigsmønter fra middelalderen i Danmark. Skatten afspejler de urolige forhold i landet i begyndelsen af 1300-tallet, hvor økonomisk og politisk usikkerhed fik folk til at skjule deres værdier i jorden.
Gåbense har fungeret som færgehavn for færgefarten mellem Falster og Sjælland fra middelalderen indtil 1872. Færgefarten fra Gåbense kendes først fra 1509. Den tidligere færgesejlads hvilede på et kongeligt privilegium, og den ældste skriftlige kilde er Jens Sjællandsfars livsbrev fra 1523. Færgefarten sluttede 1872, da Orehoved blev overfartsby. Fra 1919 til Storstrømsbroens åbning i 1937 sejlde en bilfærge-mellem Gåbense og Vordingborg.

## 1536-1849
Reformationen i 1536 medførte, at kirkens ejendomme på Falster blev inddraget af Kronen. Dette styrkede kongemagtens kontrol over øen, som i stigende grad blev administreret som krongods. I 1662 blev Nykøbing Len omdannet til Nykøbing Amt, og i 1803 blev hele området samlet i Maribo Amt. Samtidig blev Lolland-Falsters Stift oprettet, med bispegården i Nykøbing Falster og domkirken i Maribo.
I slutningen af 1600-tallet stod Sophie af Mecklenburg for en betydelig ombygning af Nykøbing Slot, der i 1700-tallet blev beskrevet som det "største, prægtigste og anseeligste" slot i Danmark efter Kronborg og Frederiksborg af hofbygmester Laurids de Thurah.
I 1766 solgte staten størstedelen af krongodset på Falster for at nedbringe statsgælden. Dette førte til oprettelsen af store godser som Corselitze og Gjedsergaard, der blev erhvervet af henholdsvis Johan Frederik Classen og Gustav Frederik Holck-Winterfeldt. Disse godser spillede en central rolle i det lokale landbrug og økonomi.
Landboreformerne i slutningen af 1700-tallet og begyndelsen af 1800-tallet førte til udskiftningen af landsbyerne og overgangen fra fæstegårde til selvejergårde. Dette ændrede det sociale landskab og gav bønderne større frihed og ansvar. I perioden 1780–1810 blev mange landsbyer udskiftet, og nye husmandsbrug opstod.
Falsters købstæder oplevede i denne periode en vis stagnation. De måtte kæmpe for deres rettigheder, presset af godsernes handelsprivilegier. Befolkningstallet i disse byer steg kun langsomt frem til midten af 1800-tallet.
I 1837 blev købstadskommuner oprettet, og i 1841 fulgte sognekommunerne. Dette førte til en mere lokal forvaltning og lagde grunden for det moderne kommunale selvstyre. 

## 1849-1919
Efter indførelsen af Grundloven i 1849 blev Danmark et konstitutionelt monarki, hvilket medførte betydelige politiske og sociale forandringer. På Falster førte dette til en gradvis modernisering af samfundsstrukturen og økonomien.
En af de mest skelsættende begivenheder i denne periode var stormfloden i 1872. Den 13. november ramte en voldsom storm det sydlige Danmark, hvilket resulterede i omfattende oversvømmelser på Falster. Især Sydfalster blev hårdt ramt, hvor 52 mennesker omkom, og store landområder blev oversvømmet. Denne katastrofe førte til opførelsen af omfattende digebyggerier, herunder det 17 km lange dige fra Gedser mod nord, færdiggjort i 1875, for at beskytte mod fremtidige stormfloder. Hermed blev Bøtø Nor på Sydfalster indæmmet, og den tidligere lagunesø blev omdannet til frugtbar agerjord. Landvindingen har efterladt sig et karakteristisk kulturlandskab med flade lavtliggende områder, kanaler, pumpestationer og lange digestræk.
I sidste halvdel af 1800-tallet fik andelsbevægelsen stor betydning for det danske landbrug, og Falster var ingen undtagelse. Inspireret af principper om fælleseje og demokratisk kontrol gik bønder på Falster sammen om at etablere mejerier, slagterier og indkøbsforeninger. Det første andelsmejeri på øen blev oprettet i 1880’erne, og i løbet af få årtier var størstedelen af øens mælkeproduktion organiseret i andelsselskaber.
I slutningen af 1800-tallet oplevede Falster en økonomisk opblomstring, primært drevet af landbrugssektoren. Sukkerroedyrkning blev en vigtig afgrøde, hvilket førte til opførelsen af Nykøbing Falster Sukkerfabrik i 1884. Fabrikken, grundlagt af landbrugspioneren Edward Tesdorpf, blev en central aktør i regionens økonomi og er stadig i drift i dag under navnet Nordic Sugar Nykøbing. 
Den stigende efterspørgsel efter arbejdskraft i sukkerroedyrkningen førte til en betydelig tilstrømning af polske sæsonarbejdere, kendt som "roepolakker". Fra 1893 og frem kom tusindvis af polske arbejdere til Danmark, især til Lolland-Falster, for at arbejde i roemarkerne. Disse arbejdere spillede en afgørende rolle i landbrugets udvikling, selvom deres tilstedeværelse også førte til sociale spændinger og debat om arbejdsvilkår og integration.
I denne periode blev også infrastrukturen forbedret, blandt andet ved etableringen af jernbaneforbindelsen fra Orehoved til Nykøbing i 1872 og jernbanefærgerne til Masnedø fra Orehoved (1884) og til Warnemünde fra Gedser (1903), der gjorde Falster til trafikknudepunkt.

## 1919-nu
Mellemkrigstiden og besættelsen under anden verdenskrig satte deres præg på Falster. Den 9. april 1940 blev Danmark besat af Tyskland, og Falster spillede en strategisk rolle i denne periode. Allerede tidligt om morgenen blev Storstrømsbroen og fæstningen på Masnedø sikret af tyske faldskærmstropper, hvilket var en af verdens første luftbårne operationer. Øen oplevede tysk militær tilstedeværelse, og der blev etableret forskellige militære installationer, herunder i Hasselø. Under besættelsen blev Hasselø anvendt som radarstation af tyskerne. Efter befrielsen overtog de danske myndigheder lejren og den blev udvidet med flere barakker til at huse omkring 4000 flygtninge. Den blev nedlagt i foråret 1947. Der er ingen spor af lejren, men på Nordre Kirkegård i Nykøbing Falster kan man se omkring 350 tyske flygtninges gravsteder. 
Modstandsbevægelsen var aktiv på Falster, og der blev udført sabotageaktioner samt distribueret illegale publikationer.
Efter krigen oplevede Falster en periode med økonomisk vækst og modernisering. Landbruget blev mekaniseret, og nye industrier blev etableret.
Turismen begyndte også at blomstre, især i områder som Marielyst, der blev kendt for sine lange sandstrande og sommerhuse. I dag er Marielyst et af Danmarks mest populære sommerhusområder, med over 6.000 sommerhuse. Guldborgsund Kommune, der dækker hele Falster samt en del af Lolland, har i mange år arbejdet med at få Marielyst gjort til et turismecenter.